# Torpedo torpedo

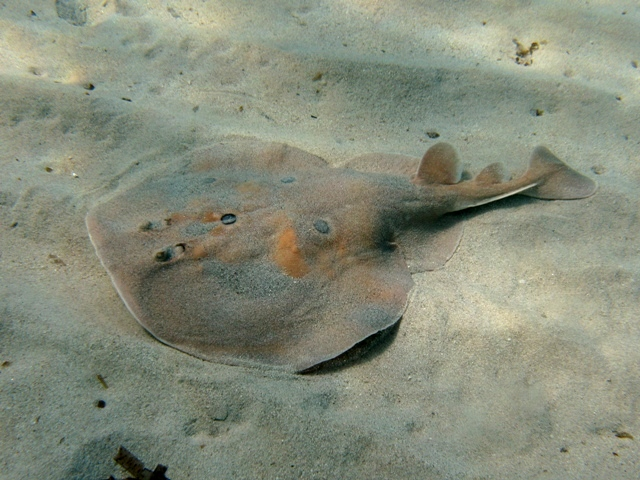
tremielga (Torpedo torpedo) en Córcega, Francia

La tremielga o raya torpedo común (Torpedo torpedo) es un pez cartilaginoso mediano similar a la tembladera un nombre que también se usa para llamar al pez.
Para defenderse, emite descargas eléctricas de 220 voltios gracias a unos órganos que tiene a los lados para defenderse de los que se lo quieren comer.
Los pescadores le identifican por las cinco grandes manchas que tiene en el dorso. El tremielga tiene los ojos pequeños, cinco grandes ocelos o manchas, grandes aletas pectorales, el cuerpo en forma de disco y la piel de color marrón.
Mide entre 30 y 60 cm. Vive en el océano Atlántico oriental y en el mar Mediterráneo. Nada en los fondos fangoso o arenosos próximos a las costas. Su carácter es solitario.
Suele nadar a 100 m de profundidad. Caza por la noche y le gusta ocultarse durante el día. Se alimenta de crustáceos, moluscos y pequeños peces, a quienes aturde con su electricidad y luego engulle enteros.